# La pequeña maravilla
La pequeña maravilla (Small Wonder) también conocida como La niña maravilla o Vicky, la robot y en España llamada como Una robot en casa es una telecomedia estadounidense emitida por la cadena de televisión FOX entre 1985 y 1989. 
La historia gira en torno a V. I. C. I. (Voice Input Child Identicant) interpretada por Tiffany Brissette, una androide con forma de niña de diez años creado como un proyecto personal y en absoluto secreto por Ted Lawson (Dick Christie), un ingeniero que trabaja para la empresa cibernética United Robotronics.
En su primer episodio, Ted termina el ensamble de este prototipo, y luego lo presenta a su asombrada familia, compuesta por su esposa Joan (Marla Pennington) y su único hijo, Jamie (Jerry Supiran). Vicki, como llaman por cariño a la robot, se convierte en otro miembro de la familia tras acordar mantener el secreto de esta androide experimental. Los Lawson convivirán con Vicki y la «educarán», aparte de que la hacen pasar como humana ante todos y, en especial, ante sus chismosos vecinos, los Brindle. Cuyo jefe de familia, Brandon, es jefe de Ted y cuya hija, Harriet, se enamora de Jamie, aunque este no la soporta. Debido al desconocimiento de Vicki sobre algunas actitudes humanas, esta siempre se mete en problemas que, junto a su familia, logran solucionar.

## Reparto
| Personaje                         | Actor             | Actor de doblaje (Hispanoamérica) |
| --------------------------------- | ----------------- | --------------------------------- |
| Victoria «Vicki» Ann Smith-Lawson | Tiffany Brissette | Alma Cero                         |
| Ted Lawson                        | Dick Christie     | Víctor Trujillo                   |
| Joan Lawson                       | Marla Pennington  | Ana María Vásquez                 |
| Jamie Lawson                      | Jerry Supiran     | Alejandra Vegar                   |
| Harriet Brindle                   | Emily Schulman    | Marcela Bordes                    |

## Emisión internacional
| País                 | Título local         | Cadena | Emisión                                           |
| -------------------- | -------------------- | --- | ------------------------------------------------- |
| Estados Unidos       | Small Wonder         | FOX | 1985-1989                                         |
| México               | La pequeña maravilla | |                                                   |
| México               | La pequeña maravilla | ZAZ | 1992-1994                                         |
| México               | La pequeña maravilla | Canal FOX | 1994-1997                                         |
| El Salvador          | La pequeña maravilla | Canal 6 | 1987-1991 1993-1995 2000-2005                     |
| Guatemala            | La pequeña maravilla | Trecevision | 1987-1999 2002-2007                               |
| Honduras             | La pequeña maravilla | Telesistema Hondureño | 1987-1990 1992-1997 2001-2006                     |
| Perú                 | La pequeña maravilla | Latina Televisión | 1986-1990 1991-1993 2001-2007 2017-¿2018 o 2019?  |
| Chile                | La pequeña maravilla | Canal 13 Chilevisión | 1987-1990 1995 2004-2006                          |
| Brasil               | Super Vicki          | Rede Globo Rede Record | 1987-1990                                         |
| Venezuela            | La pequeña maravilla | Venezolana de Televisión | 1987-1994                                         |
| República Dominicana | La pequeña maravilla | Teleantillas | 1993-1994                                         |
| Bolivia              | La pequeña maravilla | Red ATB | 1988-1990                                         |
| Argentina            | La pequeña maravilla | Canal 13 | 1986-1990                                         |
| Colombia             | La pequeña maravilla | Cadena Dos de Inravisión; Promec Televisión Cadena Uno de Inravisión; Jorge Barón Televisión, Caracol Televisión Canal Capital | 1987 1990-1992 1999-2000                          |
| Ecuador              | La niña maravilla    | Ecuavisa Teleamazonas | 1987-1991 1991-2003                               |
| Ecuador              | La pequeña maravilla | Televicentro | 2019-presente                                     |
| Paraguay             | La pequeña maravilla | SNT, Canal 13 RPC y Telefuturo                                                                                                 | 1987-1990, 1991, 1992-1994, 1995, 1996, 1997-2002 |

- Datos: Q2347191